# Olivia Clark
Olivia Clark, född den 30 augusti 2001, är en walesisk fotbollsspelare (målvakt), som spelar för Leicester City WFC och för walesiska landslaget.
Olivia Clark inledde sin seniorkarriär med spel i Boston United. Hon har även spelat för bland annat Nettleham, Huddersfield och Rugby Borough Women Football Club innan hon värvades av FC Twente år 2024. 2025 kontrakterades hon av Leicester City. Hon har även representerat det walesiska damlandslaget där hon debuterade år 2017.